# Sota Kasahara
Sota Kasahara (født 9. maj 1976) er en tidligere japansk fodboldspiller.
Han har spillet for flere forskellige klubber i sin karriere, herunder Otsuka Pharmaceutical og Mito HollyHock.